# Route nationale 95 (Algérie)
Pour les articles homonymes, voir N95 et Route nationale 95.
La route nationale 95 (RN 95) en Algérie est une route qui permet de relier Hammam Bou Hadjar à  Sidi Bel Abbes et Sidi Bel Abbes à El Biod en passant par Ras El Ma. Son tracé est en partie parallèle à la RN13 dans sa partie sud.

## Historique
La route nationale 95 est créée en 1980 à partir du CW4 entre Hammam Bou Hadjar et Sidi Bel Abbes et le CW39 entre Sidi Bel Abbes et Ras El Ma.
Elle a été prolongée de 125 km jusqu'à El Biod dans la wilaya de Naâma durant les années 2000 en parallèle avec le nouveau tracé de la ligne ferroviaire Oran - Béchar dont elle épouse le tracé.

## Paysages
La route débute dans la plaine de oued El Maleh avant de monter vers les monts du Tessala pour redescendre jusqu'à la ville de Sidi Bel Abbes qu'elle traverse en son centre. Elle suit après l'oued Mekerra à travers les monts de Dhaya jusqu'à Ras El Ma.

## Parcours
- Hammam Bou Hadjar, croisementN108(km 0)
- Croisement chemin ver Hedjairia (km 2)
- Croisement W59 vers Chentouf (km 4,9)
- Croisement chemin vers Sidi Boumediene (km 7,7)
- Croisement chemin vers Hassasna (km 11,7)
- Croisement W34 vers Oued Sebah (km 13,2)
- Djebabra (km 21,5)
- Oued El Besbes (km 24,2)
- Tessala, croisement W5A (km 30,4)
- Croisement W5 vers Sidi Hamadouche (km 35,2)
- Rond-point sortie A3 no 63 (km 40,9)
- Rond-point rocade de Sidi Bel Abbes (km 42,1)
- Sidi Bel Abbes, croisement N7 (km 45,6)
- Rond-point rocade de Sidi Bel Abbes (km 47,6)
- Croisement chemin vers Sidi Lahcene (km 50,9)
- Croisement chemin vers Sidi Khaled (km 56,2)
- Croisement chemin vers Boukhanafis (km 60,7)
- Croisement W78 vers Boukhanafis (km 62,8)
- Tabia, croisement W16 vers Ben Badis (km 67,7)
- Tabia, croisement W78A  vers Lamtar (km 68,3)
- Bordj Djaafar (km 74,4)
- Croisement W16A vers Chetouane Belaila (km 75,1)
- Croisement N17C vers Sidi Ali Benyoub (km 76,2)
- Croisement chemin vers Safsaf (km 78,5)
- Moulay Slissen, croisement N94RN94 (km 92,6)
- Croisement W103 vers El Gor (km 96,5)
- El Haçaiba, croisement W39A (km 108)
- Croisement chemin vers Titten Yahia (km 125)
- Oued Sebaa (km 126)
- Ras El Ma, croisement N13 (km 133)
- Redjem Demouche (km 141,8)
- El Biod, croisement N6 (km 258)